# Haplogrup mitocondrial humà S
L'haplogrup mitocondrial humà S és un haplogrup humà que es distingeix per l'haplotip dels mitocondris.
És descendent del macrohaplogrup N
Es troba en els aborígens australians.